# 서울 강동구의 마천루 목록
대한민국 서울특별시 강동구의 마천루 목록이다. 대한민국의 「초고층 및 지하연계 복합건축물 재난관리에 관한 특별법」에 따르면 '초고층 건축물' 이란 층수가 50층 이상 또는 높이가 200m 이상인 건축물을 말한다.

## 마천루 순위
본 목록은 완공이 되었거나 상량식을 끝낸 마천루이다.
| 순위 | 이름                          | 사진 | 위치          | 높이 | 층수 | 완공 연도 | 비고              |
| ---- | ----------------------------- | ---- | ------------- | ---- | ---- | --------- | ----------------- |
| 1    | 래미안 강동 팰리스 타워 103동 |      | 강동구 천호동 | 175m | 45층 | 2017년    | [ 1 ] [ 2 ] [ 3 ] |
| 2    | 래미안 강동 팰리스 타워 101동 |      | 강동구 천호동 | 175m | 45층 | 2017년    | [ 4 ] [ 5 ] [ 6 ] |
| 3    | 이스트 센트럴 타워            |      | 강동구 천호동 | 150m | 35층 | 2015년    | [ 7 ] [ 8 ] [ 9 ] |

## 같이 보기
- 서울특별시
- 강동구
- 마천루 목록
- 아시아의 마천루 목록
- 대한민국의 마천루 목록
- 서울특별시의 마천루 목록